# Ligadura (música)

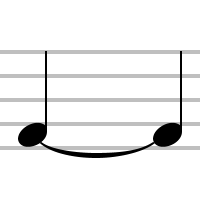
Uma ligadura entre duas notas.

Ligadura, na notação musical padrão, é um símbolo que consiste numa linha curvada que se usa por cima ou por baixo das notas de música a ligá-las entre si.
Assume basicamente duas funções, consoante o seu uso. No caso das notas ligadas terem a mesma altura, a ligadura diz-se de prolongação e, a sua execução consiste em executar a primeira a nota e prolongar a duração do som obtido . Usado geralmente para permitir a execução de notas cuja duração não possa ser representada por uma única figura ou por uma figura pontuada ou para representar notas que se estendem de um compasso ao seguinte. 
No caso das notas serem diferentes, a ligadura é de expressão, ou seja, o executante passa duma nota para a outra ligando-as em um mesmo som, ou seja o contrário de fazer uma pausa entre elas, mesmo muito rápida. Este tipo de execução é chamado de legato ou portamento.
LEGATO é uma palavra italiana usada para indicar que a passagem de um som para outro deve ser feita sem interrupção. 
LIGADURA é uma linha curva ou grafada sobre ou sob figuras. Ligadura de prolongamento é a ligadura colocada entre sons de mesma altura, somando-lhes a duração.

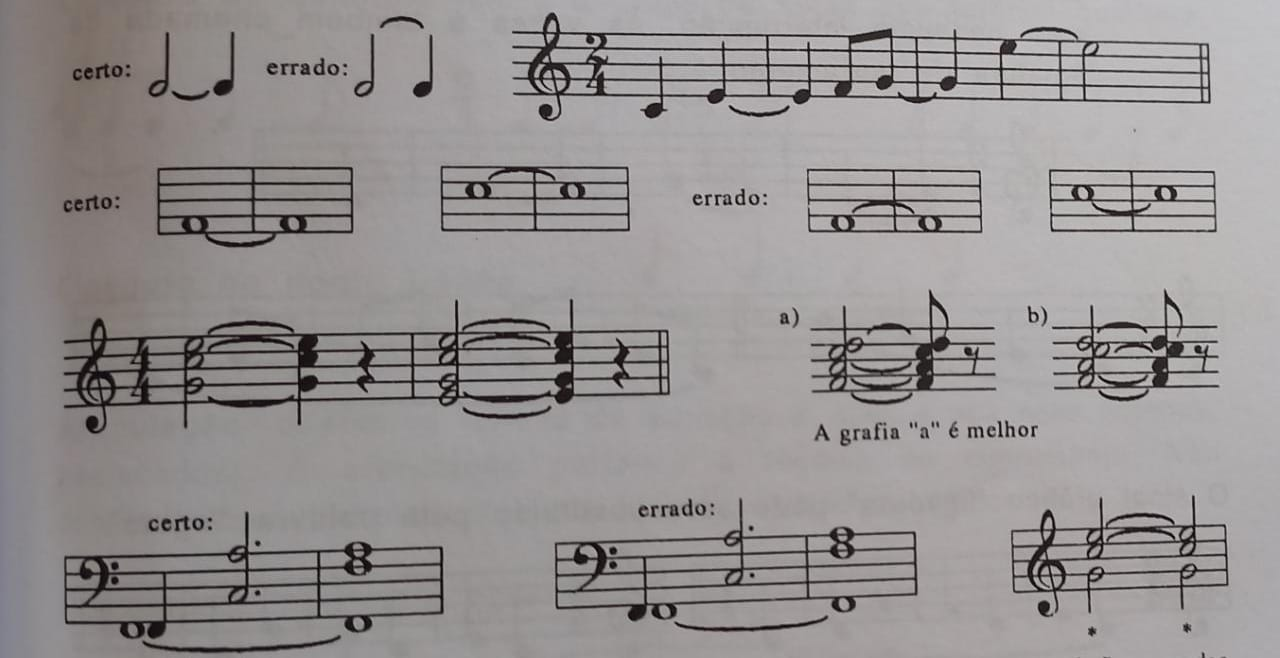

Podem suceder-se duas ou mais ligaduras. Só a primeira nota, ou seja, aquela de onde parte a ligadura, é articulada. As seguintes constituem uma prolongação da primeira. A ligadura uni as cabeças das notas e não as hastes.
Quando a ligadura vem colocada por cima ou por baixo de sons de entoação diferente, seu efeito é meramente de execução instrumental ou vocal, determinando que entre o primeiro e o último som compreendidos dentro da ligadura não deve haver interrupção e sim, que tais sons se executam ligadamente.
LIGADURA DE EXPRESSÃO
É a ligadura colocada sobre ou sob figuras de alturas diferentes, as quais devem ser executadas unidamente, sem nenhuma interrupção. Às vezes é também chamada de ligadura de portamento.
LIGADURA DE FRASE
(Ligadura fraseológica) indica os limites da frase musical.
LIGADURA DE QUIÁLTERA
Indica o grupo de notas que formam quiáltera.
ARTICULAÇÃO
Diferentes formas de emissão e ataque dos sons (ligados, destacados). A articulação pertence à técnica do instrumento. Não confundir com fraseamento, que é um capítulo da estética.
PONTO DE AUMENTO
Um ponto colocado à direita de uma figura serve para aumentar a metade do valor de duração dessa figura. É por isso chamado ponto de aumento.